# Constellium
Constellium SE est un groupe spécialisé dans la fabrication de produits en aluminium, incluant produits laminés, produits extrudés et pièces structurelles.
Son centre de recherche C-TEC a concrétisé de nombreuses avancées technologiques dans le domaine des alliages d’aluminium. Constellium SE fournit principalement les secteurs de l'aérospatial, de l'automobile et de l'emballage. Parmi ses clients, on trouve notamment Mercedes- Benz, Audi, BMW, Fiat Chrysler Automotive, Ford, Airbus, Boeing ou Bombardier. La société a réalisé un chiffre d'affaires de 5,9 milliards d'euros en 2019.
Constellium SE a mis en place une politique de développement durable fondée sur le cycle de vie de l’aluminium.

## Histoire
Constellium est le résultat de plusieurs OPA hostiles menées au début des années 2000 par Alcan sur Pechiney et Alusuisse. En 2007, Alcan intègre le groupe minier anglo-australien Rio Tinto. En novembre 2007, Rio Tinto Alcan est menacé à son tour d'une OPA hostile de la part d'un concurrent, un autre groupe minier australien, BHP Billiton. La société décide de céder pour au moins 15 milliards de dollars d'actifs. Les activités emballage (6 milliards de dollars de chiffre d'affaires pour 31 000 salariés) et produits usinés doivent être vendues. En août 2010, une nouvelle société, Alcan Engineered Products est créée, regroupant l'activité produits usinés.
Début 2011, Rio Tinto cède 61 % du capital d’Alcan EP au fonds financier Apollo Management (51 %), avec une participation d'un fonds de l'État français, le Fonds stratégique d’investissement (10 %).
En mai 2011, le groupe change de nom et devient « Constellium », dérivé du mot « constellation » et du suffixe « ium » pour aluminium. Il se dote également d’un nouveau logo. Christel Bories, qui était directrice de la division concernée depuis 2006, devient brièvement la 1re patronne de Constellium, avant de démissionner. En mai 2013, Constellium est introduit en bourse au New York Stock Exchange et Euronext Paris (CSTM). En janvier 2014, Apollo revend la totalité de ses parts, le Fonds stratégique d'investissement (devenu Bpifrance en 2012) devenant le premier actionnaire. Le groupe se retire d’Euronext Paris en février 2018.
Entre-temps, les anciennes usines Péchiney sont revendues : l'usine de Gardanne au fonds d'investissement H.I.G Capital en 2012, le centre de R&D de Saint-Jean-de-Maurienne à Trimet en 2014, la fonderie de Dunkerque au Liberty House Group en 2018. Le site de Lannemezan avait précédemment été fermé en 2008. Les sites de Biesheim, d'Issoire, de Voreppe, et du Valais suisse sont en revanche conservés.

### Dates-clés[17]
- 1855 : création de la société Henri Merle et Compagnie (renommée Pechiney en 1950)
- 1888 : création de l’Aluminium Industrie Aktien Gesellshaft (AIAG). L’entreprise prend le nom Alusuisse en 1963 et Algroup en 1988
- 1902 : création de The Northern Aluminium Company Ltd (qui devient Aluminium Company of Canada Ltd en 1925)
- 1928 : l’Aluminium Company of Canada, Ltd, devient une filiale d’Aluminium Limited, une holding
- 1966 : Aluminium Limited change de nom et devient Alcan Aluminium Limited
- 1987 : Alcan Aluminium Limited fusionne avec sa filiale principale, Aluminium Company of Canada, Limited
- 2000 : Alcan Aluminium Limited fusionne avec Algroup (Alusuisse Group Ltd) et devient Alcan Inc. en 2001
- 2003 : Alcan Inc. fait l’acquisition de Pechiney
- 2007 : Rio Tinto rachète la totalité d’Alcan et annonce ses intentions de céder la branche Alcan Engineered Products (AEP)
- 2011 : le 4 janvier, Rio Tinto cède 61 % d’AEP, dont 51 % au fonds d’investissement Apollo Management et 10 % au Fonds stratégique d'investissement. Rio Tinto conserve 39 % du capital[12].
- 2013 : le 23 mai, Constellium est introduit en bourse au New York Stock Exchange et NYSE Euronext Paris (CSTM)
- 2014 : le 3 octobre, Constellium annonce l'acquisition de la société Wise Metals pour un montant de 1,4 milliard de dollars (1,1 milliard d'euros)

## Organisation
Constellium SE compte près de 12,500 employés dans le monde et exploite plus de 28 sites de production en Amérique du Nord, en Europe et en Asie. La société a son siège à Paris et des bureaux à Baltimore et Zurich.
Constellium est composé de 3 divisions :
- Aerospace and Transportation (6 sites basés en France, en Suisse et aux États-Unis, et environ 4 000 salariés)
- Packaging and Automotive Rolled Products (4 sites basés en France, en Allemagne et aux États-Unis, et environ 4 300 salariés)
- Automotive Structures and Industry (13 sites répartis en France, République tchèque, Allemagne, Slovaquie, Suisse et États-Unis et environ 3 000 salariés)

## Implantations
Constellium SE est établi commercialement sur plus de 60 marchés en Europe, au Moyen-Orient, en Afrique, aux Amériques ainsi qu'en Asie-Pacifique.
Le groupe réalise environ 10 % de ses ventes en France et 90 % à l’international. Certains de ses sites de production sont basés en France, dont notamment les sites de Neuf-Brisach (Haut-Rhin), Issoire (Puy-de-Dôme), Nuits-Saint-Georges (Côte-d'Or), Montreuil-Juigné (Maine-et-Loire) et anciennement Ussel (Corrèze) ; d’autres sont situés à Singen et Gottmadingen (Allemagne), Sierre et Zurich (Suisse), à Lakeshore (Canada) et aux États-Unis à Van Buren (Michigan), Muscle Shoals (Alabama) et Ravenswood (Virginie occidentale).
Un centre de recherche et développement est implanté à Voreppe (Isère) depuis 1967.
Le site de production de Neuf-Brisach (Haut-Rhin) a une capacité de production de 400 000 tonnes d'aluminium liquide par an pour les marchés de l'automobile (Peugeot, Renault, BMW, Mercedes, Tesla...) et de l'emballage. 3 milliards de canettes usagées sont recyclés chaque année et réutilisées mélangées avec de l'aluminium primaire. En 2016, l'entreprise a inauguré une deuxième ligne de finition des produits laminés destinés à l'automobile. La pleine cadence, atteinte fin 2018, permettra de doubler la capacité de production du site à l'aide d'une ligne de laminage à chaud et de trois lignes de laminages à froid.
Le site de production d’Issoire, en France, est l'une des deux principales usines de tôles aéronautiques au monde, avec 1 600 employés. L’usine produit notamment la solution Airware pour des clients comme Airbus et Boeing.

## Innovation
Constellium investit dans la recherche et développement. Le groupe dispose d’un centre de recherche à Voreppe, en France (C-TEC). Au cours des 50 dernières années, C-TEC a déposé plus de 600 familles de brevets et marques de commerce, pour des innovations révolutionnaires en alliage d’aluminium pour l’aéronautique, l’automobile et l’emballage.
Il compte parmi ses innovations :
- Solar Surface Selfclean : fonctionnalité pour les miroirs solaires composée de 2 couches de protection qui permettent d'obtenir un effet auto-nettoyant à la surface des miroirs de panneaux de centrales solaires[23],
- Airware : alliages basse densité adaptés à une utilisation dans toutes les pièces de la structure primaire d'un avion. Cette technologie permet de réduire jusqu'à 25 % le poids des avions, de réduire leur consommation de carburant et d’optimiser leur recyclage en fin de vie. Ce procédé a été adopté par Airbus, Bombardier, Dassault Aviation et les fabricants d’engins spatiaux comme SpaceX[24],
- HSA6 : une nouvelle génération d’alliages à haute résistance pour les composants structurels de l’industrie automobile,
- Surfalex : solution de surface pour les tôles des ouvrants de carrosserie automobile,
- Securalex : solutions haute absorption d’énergie pour pièces de carrosserie de sécurité (crash),
- Aeral : solution pour les aérosols qui permet d’alléger les produits de 30 %
- Des profilés aluminium high-tech pour moteurs hybrides, produits avec des tolérances de l'échelle du micromètre, et intégrés dans la partie stator du moteur électrique[24].

Lancé en 2013, l’« Advanced Light Metals Processing Research Center » (Centre de recherche sur le traitement des métaux légers avancés), une collaboration entre Constellium, l'Université Brunel et Jaguar Land Rover, est un centre d'innovation consacré à l'industrie automobile. En 2016, le partenariat entre Constellium et Brunel s'est élargi avec l'ouverture du Constellium University Technology Center (UTC), un centre de recherche consacré à la conception, au développement et au prototypage d'alliages d'aluminium et de composants de structure automobile. En 2016, Constellium a ouvert un centre de recherche supplémentaire consacré à l’allègement des automobiles à Plymouth, dans le Michigan,.

## Le projet Ofelia
Constellium s’est associé à des partenaires industriels (Aubert et Duval, REX-Composites et Lusina) et des laboratoires de recherche (l’Institut français de mécanique avancée de Clermont-Ferrand, Armines-CEMEF, le laboratoire de recherche des Mines ParisTech et Armines-SPI) pour financer le programme de recherche OFELIA à hauteur de 4 millions d’euros.
Soutenu par les collectivités locales et les pouvoirs publics, ce projet vise à optimiser la fabrication des pièces issues de la technologie AirWare ainsi que son procédé de recyclage.

## Innovation Airware
La technologie Airware consiste en une gamme de solution pour le marché de l'aéronautique. Combinant résistance, légèreté, durabilité et recyclabilité, ce projet de 52 millions d'euros a déjà été adopté par de nombreux constructeurs : l'Airbus A350 XWB (fuselage, structures des ailes), le Bombardier CSeries (fuselage) ou encore le lanceur Falcon 9 de SpaceX en sont équipés. L'objectif de Constellium est de remplacer les matériaux composites par l'aluminium dans les structures des prochains avions. Cette innovation nécessite en outre moins d'assemblage et des coûts et temps de maintenance moindres.
La phase pilote du projet a été réalisée dans le centre R&D de Constellium à Voreppe (Isère) et une fonderie destinée aux alliages basses densités et à l'industrialisation de cette nouvelle technologie a été inauguré le 26 mars 2013 à Issoire (Puy-de-Dôme).

## Développement durable
Constellium est dotée d'un conseil développement durable qui pilote la politique de développement durable de l'entreprise. L'objectif affiché est d'optimiser l'impact de l'aluminium à travers tout son cycle de vie. La politique de développement durable fait l'objet d'un reporting régulier.
Les informations présentées par l'entreprise montrent qu'au-delà d'économiser des ressources naturelles, le recyclage de l'aluminium permet d'économiser de l'énergie : il faut jusqu'à 95% moins d'énergie pour produire 1 kg d'aluminium recyclé que pour produire 1 kg d'aluminium de première fusion. Cela limite d'autant les émissions de gaz à effet de serre. Cette propriété d'être recyclable à l'infini[réf. nécessaire] fait que, de nos jours, environ 75% de tout l'aluminium produit dans l'histoire, soit près de un milliard de tonnes, est encore en utilisation, ce qui suppose dans certains cas d'innombrables cycles de vie.
A l'échelle de l'entreprise, Constellium intègre le recyclage de ses déchets d'aluminium dans son processus de fabrication. S’appuyant sur ses usines de Muscle Shoals (Alabama) et de Neuf-Brisach (France), la société annonce en 2017 une capacité de recycler l'équivalent de 23 milliards de canettes par an,,.
A l'échelle de l'industrie de l'aluminium, Constellium est membre fondateur de l'Aluminium Stewardship Initiative (ASI), une organisation mondiale à but non lucratif, multi-parties prenantes. ASI établit des normes pour l'ensemble de la chaîne de valeur de l'aluminium, y compris dans des domaines tels que l'exploitation minière, les émissions de gaz à effet de serre, la gestion des déchets, la gestion des matériaux, la biodiversité, les droits humains et l'approvisionnement stratégique responsable. Constellium collabore également avec les associations European Aluminium Association, Metal Packaging Europe, US Aluminum Association et le Can Manufacturers Institute pour accroître le recyclage des canettes. En particulier, la société a soutenu l'objectif de l'industrie européenne de l'aluminium visant à atteindre un taux de recyclage de canettes de 80% en 2020.

## Actionnaires
Liste au 15 juillet 2019
| Nom                                       | Actions    | %      |
| Bpifrance Participations                  | 16 393 903 | 12,2 % |
| T. Rowe Price Associates                  | 6 260 100  | 4,65 % |
| Janus Capital Management                  | 4 730 019  | 3,52 % |
| Vaughan Nelson Investment Management      | 3 938 915  | 2,93 % |
| Goldman Sachs Asset Management            | 3 268 826  | 2,43 % |
| Park West Asset Management                | 3 265 689  | 2,43 % |
| Morgan Stanley & Co                       | 3 064 190  | 2,28 % |
| BlackRock Advisors                        | 2 929 810  | 2,18 % |
| Fidelity Management & Research            | 2 676 700  | 1,99 % |
| Boussard & Gavaudan Investment Management |            |        |